# Pterygoplichthys joselimaianus
A Pterygoplichthys joselimaianus a sugarasúszójú halak (Actinopterygii) osztályának harcsaalakúak (Siluriformes) rendjébe, ezen belül a tepsifejűharcsa-félék (Loricariidae) családjába tartozó faj.
Az akvaristák általában pöttyös arany plecónak hívják.

## Előfordulása
Ez a tepsifejűharcsa-féle Dél-Amerikában őshonos. A brazíliai Tocantins folyómedence egyik endemikus hala.

## Megjelenése
A Pterygoplichthys joselimaianus körülbelül 20-30,5 centiméter hosszúra nő meg, de elérheti a 39,5 centiméteres hosszúságot is. A nagy úszóit és testét sok apró világos petty díszíti.

## Életmódja
Trópusi és édesvízi halfaj, amely a mederfenéken tartózkodik. A 24-29 Celsius-fokos hőmérsékletet kedveli.

## Felhasználása
Az akváriumok részére fogják be e faj példányait.